# توماش روسیتسکی
توماش روسیتسکی (چکی: Tomáš Rosický؛ تلفظ چکی: [ˈtoma:ʃ ˈrosɪtski:]؛ زادهٔ ۴ اکتبر ۱۹۸۰) بازیکن فوتبال سابق اهل جمهوری چک است که به مدت یک دهه، کاپیتان تیم ملی کشورش بود. او در ردهٔ باشگاهی برای اسپارتا پراگ، بروسیا دورتموند و آرسنال بازی کرد.
روسیتسکی فوتبال حرفه‌ای خود را از باشگاه زادگاهش، اسپارتا پراگ آغاز کرد و قبل از انتقال به بروسیا دورتموند در سال ۲۰۰۱ با مبلغ ۲۵ میلیون مارک (تقریبا ۸ میلیون پوند)، به مدت سه فصل در لیگ دسته اول فوتبال چک بازی کرد. این مبلغ در زمان پرداختش، رکوردی جدید در خرید بازیکن توسط یک باشگاه بوندس‌لیگایی به حساب می‌آمد. در اولین فصل حضورش در لیگ آلمان، با عملکرد خود، دورتموند را به قهرمانی در لیگ و در کنار آن به فینال جام یوفا ۲۰۰۲ رساند. به خاطر مهارت بالایش در هماهنگ‌کردن میانه میدان و نواختن گیتار، در آلمان به موتسارت کوچک معروف شد. روسیتسکی در سال ۲۰۰۶ به آرسنال پیوست و ۲۴۷ بازی برای این تیم انجام داد و همراه با این تیم جام حذفی ۲۰۱۴ را بالای سر برد. او در مجموع ده فصل را در لیگ برتر گذراند و در این مدت چند مصدومیت طولانی مدت را پشت سر گذاشت.
در سطح ملی، روسیتسکی در سال ۲۰۰۰ اولین بازی خود را برای جمهوری چک انجام داد و در سال ۲۰۰۶ کاپیتان کشورش شد. او در چهار دورهٔ جام ملت‌های اروپا و همچنین در جام جهانی ۲۰۰۶ شرکت کرده‌است. در ۱۲ ژوئن ۲۰۱۵ به رکورد صد بازی ملی رسید. روسیتسکی چهارمین گلزن برتر جمهوری چک در تمام ادوار است.
پدر و برادر او، یرژی روسیتسکی نیز بازیکن فوتبال بودند. روسیتسکی در ۲۰ دسامبر ۲۰۱۷ تصمیم به خداحافظی از مستطیل سبز گرفت و از سال ۲۰۱۸ کار خود را به عنوان مدیر ورزشی باشگاه اسپارتا پراگ آغاز کرد.

## عملکرد باشگاهی

### اسپارتا پراگ
روسیتسکی فوتبال باشگاهی خود را از اسپارتا پراگ آغاز کرد. پدر او، یرژی روسیتسکی در دهه ۱۹۷۰ و برادرش یرژی در دهه ۱۹۹۰ نیز برای این باشگاه بازی کرده بودند. پس از بازی در رده جوانان اسپارتا پراگ، توماش برای نخستین بار در سال ۱۹۹۸ به ترکیب تیم اصلی اسپارتا راه پیدا کرد و در سه بازی از فصل ۹۹–۱۹۹۸، برای این تیم به میدان رفت و قهرمان لیگ شد. در فصل آینده پنج گل برای اسپارتا به ثمر رساند و برای دومین فصل متوالی عنوان قهرمانی لیگ را تصاحب کرد. در مراسم بازیکن سال فوتبال چک به سال ۱۹۹۹، «استعداد برتر سال» نام گرفت. در مرحله گروهی از لیگ قهرمانان اروپا در فصل ۰۱–۲۰۰۰، با گلزنی در برابر دو تیم شاختار دونتسک و آرسنال، توجه بروسیا دورتموند از بوندسلیگای آلمان را به خود جلب کرد و در ژانویه ۲۰۰۱ به این باشگاه پیوست.

### بروسیا دورتموند

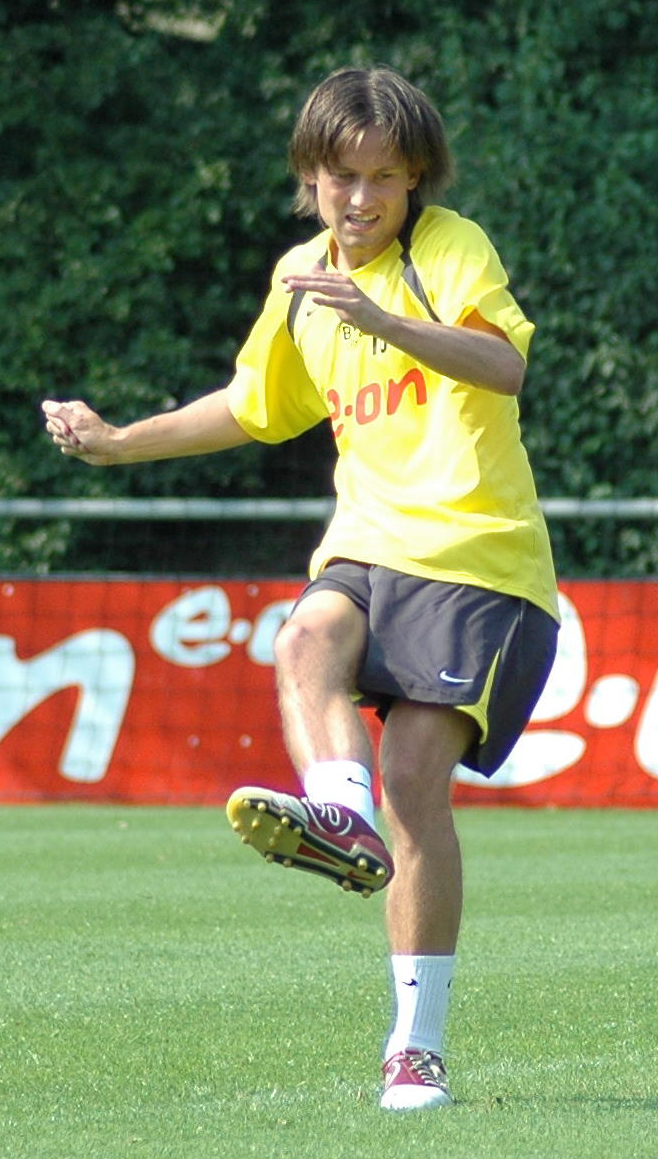
روسیتسکی همراه با بروسیا دورتموند در سال ۲۰۰۶.

در ژانویه ۲۰۰۱، روسیتسکی با قراردادی ۵ ساله به بروسیا دورتموند منتقل شد. مبلغ قرارداد او ۲۵ میلیون مارک آلمان (رقمی معادل با ۸ میلیون پوند استرلینگ) بود که او را به گرانترین بازیکن تاریخ بوندسلیگا تبدیل کرد و گرانترین بازیکن چکی شد که به یک باشگاه خارجی فروخته شد. روسیتسکی در اولین فصل حضورش در دورتموند، تیمش را در راه قهرمانی بوندسلیگا در فصل ۰۲–۲۰۰۱ یاری کرد. در کنار آن همراه با دورتموند به فینال جام یوفا در سال ۲۰۰۲ راه پیدا کرد، اگرچه جام را پس از شکست ۳ بر ۲ به فاینورد واگذار کردند. در طول دو و نیم فصل ابتدایی حضور خود در این باشگاه، روسیتسکی ۷۵ بازی در لیگ آلمان انجام داد که ۹ گل و ۲۰ پاس گل ثمره آن بود. متعاقباً با تمدید قرارداد خود با دورتموند در ژوئیه ۲۰۰۳ موافقت کرد و قراردادی را برای ماندن در این باشگاه تا سال ۲۰۰۸ امضا کرد. در پایان فصل ۲۰۰۲، روسیتسکی به عنوان برنده جایزه توپ طلای جمهوری چک برگزیده شد.
روسیتسکی بخشی از ترکیب تیم دورتموند بود که به فینال لیگا پوکال ۲۰۰۳ صعود کرد؛ اگرچه با شکست ۴–۲ مقابل هامبورگ در کسب جام ناکام ماندند. بعدها، او فصل ۰۴–۲۰۰۳ در دورتموند را «بدترین فصل دوران باشگاهی» خود توصیف کرد، چرا که دورتموند با قرار گرفتن در رده ششم جدول لیگ نتوانست جواز حضور در لیگ قهرمانان اروپا را برای فصل بعد کسب کند. او اولین گل رسمی خود در فصل ۰۶–۲۰۰۵ را در فوریه ۲۰۰۶، مقابل دویسبورگ به ثمر رساند که این شانزدهمین گلش در بوندسلیگا پس از ۱۳۹ بازی در این لیگ بود. در مارس ۲۰۰۶ از ناحیه ران دچار آسیب‌دیدگی شد، با این حال در پایان همان ماه و در پیروزی ۴–۲ دورتموند مقابل هامبورگ، دو بار گلزنی کرد. بحث‌هایی پیرامون انتقال روسیتسکی به اتلتیکو مادرید اسپانیا مطرح شد که خود او در مجله ورزشی کیکر نیز دربارهٔ آن صحبت کرده بود؛ اگرچه در مارس ۲۰۰۶ اعلام کرد که هیچ قراردادی برای انتقال به تیمی دیگر امضا نکرده‌است. توماش از طرف تیم‌های بزرگی چون رئال مادرید، چلسی، تاتنهام، اتلتیکو مادرید و آرسنال پیشنهادهایی داشت که در نهایت به آرسنال منتقل شد.

### آرسنال

#### فصل ۲۰۰۷–۲۰۰۶

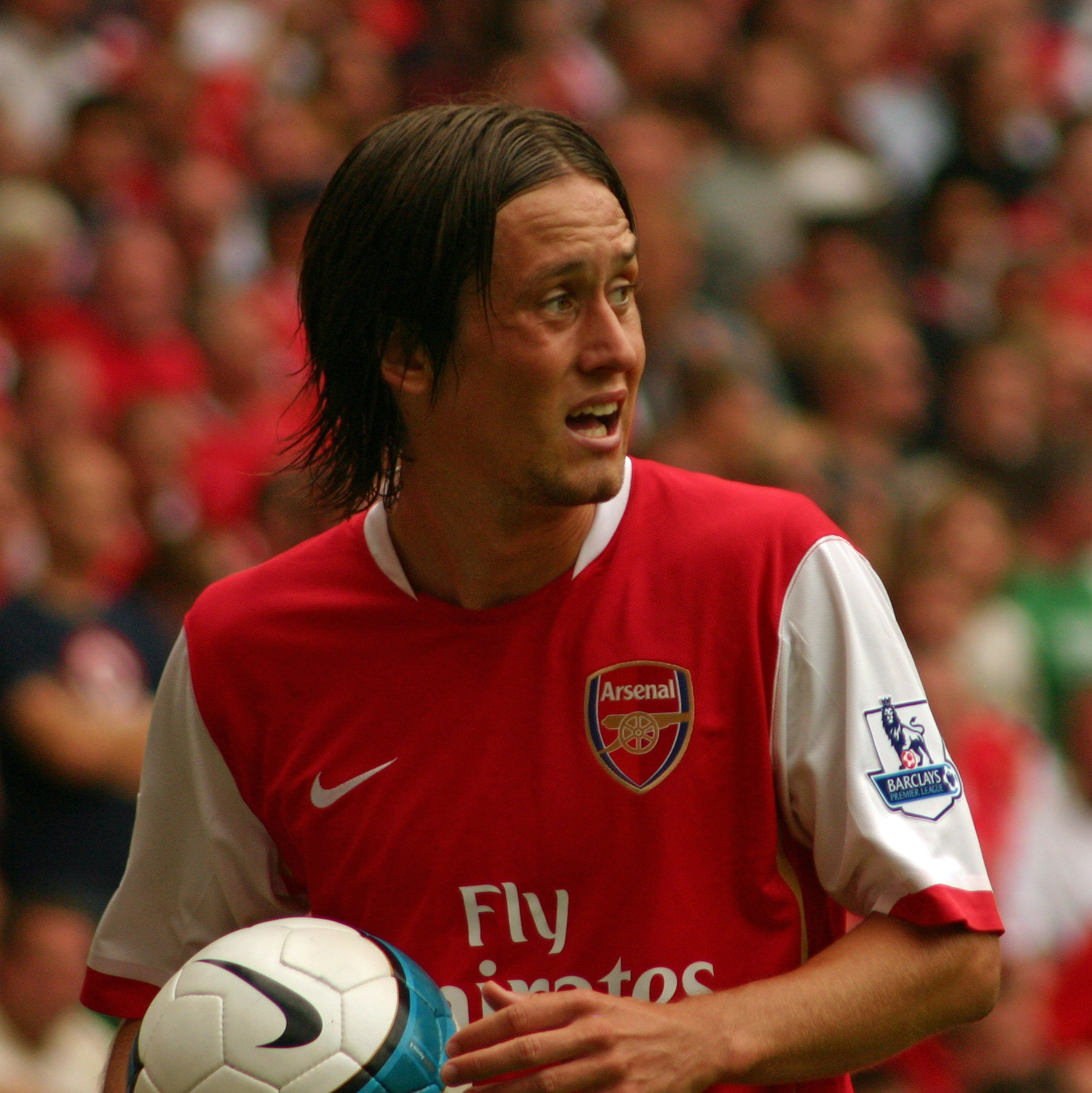
روسیتسکی در سال ۲۰۰۷

در تاریخ ۲۳ مه ۲۰۰۶، آرسنال اعلام کرد، روسیتسکی ۲۵ ساله را با مبلغی که نامعلوم ماند به خدمت گرفته‌است. روسیتسکی پیراهن شمارهٔ ۷ آرسنال را که پیش از این در اختیار رابرت پیرس بود، به تن کرد. او در ۸ اوت ۲۰۰۶ و در بازی رفت از مرحله سوم دور مقدماتی لیگ قهرمانان اروپا برابر دینامو زاگرب که با پیروزی سه بر صفر آرسنال همراه شد، اولین بازی رسمی خود را برای تیمش انجام داد. در نخستین بازی آرسنال در رقابت‌های لیگ قهرمانان اروپا ۰۷–۲۰۰۶ برابر هامبورگ که با نتیجه ۲–۱ به سود توپچی‌ها خاتمه یافت، او نخستین گلش را برای آرسنال به ثمر رساند. در ۶ ژانویه ۲۰۰۷ و در بازی جام حذفی مقابل لیورپول به میزبانی آنفیلد، با به ثمر رساندن دو گل سهم عمده‌ای در پیروزی ۳–۱ آرسنال داشت. در فوریه ۲۰۰۷، روسیتسکی به عنوان بهترین بازیکن سال فوتبال چک در سال ۲۰۰۶ انتخاب شد؛ پیش از این و در سال‌های ۲۰۰۱ و ۲۰۰۲ نیز به این عنوان برگزیده شده‌بود. اولین گل او در لیگ برتر، در تاریخ ۱۱ فوریه ۲۰۰۷، در بازی مقابل ویگان اتلتیک ثبت شد. همچنین در ۱۴ آوریل ۲۰۰۷ برابر بولتون واندررز و در ۱۷ آوریل ۲۰۰۷ برابر منچسترسیتی نیز گلزنی کرد. اولین فصل از حضور او در آرسنال، با شش گل در ۳۷ بازی در تمامی رقابت‌ها به پایان رسید.

#### فصل ۲۰۰۸–۲۰۰۷
در ۲۹ اوت و در بازی مرحله سوم از دور مقدماتی لیگ قهرمانان، مقابل تیم سابقش اسپارتا پراگ گلزنی کرد. فیل هارلو؛ روزنامه‌نگار بی‌بی‌سی، گل او را «گلی با کیفیت» توصیف کرد. در صحنه منجر به گل، بعد از دریافت پاس از تئو والکات، توپ را از زیر دستان دروازه‌بان اسپارتا روانه دروازه کرد. روسیتسکی اولین گلش را در فصل ۲۰۰۸–۲۰۰۷ لیگ برتر در بازی خانگی مقابل پورتسموث که پیروزی ۳ بر ۱ آرسنال را به دنبال داشت به ثبت رساند. در اکتبر ۲۰۰۷ و در پیروزی ۲ بر صفر آرسنال در برابر بولتون، با پاس گلی که توسط والکات فراهم شد، گل بعدی روسیتسکی به ثبت رسید. در همان ماه، گل دوم آرسنال را در پیروزی ۲ بر صفر مقابل ویگان، به دنبال یک ضد حمله در دقایق پایانی بازی ثبت کرد. در ماه دسامبر و در بازی مقابل میدلزبورو که به شکست ۲ بر ۱ آرسنال منتج شد، تک گل آرسنال را در وقت‌های اضافه ثبت کرد. در ماه دسامبر و به دنبال ضد حمله آرسنال، آخرین گل تیمش را در پیروزی ۴–۱ خارج از خانه مقابل اورتون به ثمر رساند. در برد ۳ بر صفر خارج از خانه مقابل فولام در ۱۹ ژانویه، پاس ارسالی ادواردو را با یک ضربه والی روانه دروازه حریف کرد و آخرین گل او در آن فصل ثبت شد. در ژانویه ۲۰۰۸ و در یک بازی از رقابت‌های جام حذفی مقابل نیوکاسل از ناحیه تاندون مصدوم شد و سایر بازی‌های آن فصل را از دست داد.

#### فصل ۲۰۰۹–۲۰۰۸
بعد از آنکه روسیتسکی بازی‌های یورو ۲۰۰۸ را از دست داد، گمان می‌رفت که او بتواند در سپتامبر به تمرینات خود بازگردد؛ اما این اتفاق بارها و بارها به تعویق افتاد و در نهایت فصل را به کل از دست داد.

#### فصل ۲۰۱۰–۲۰۰۹
در ژوئیه ۲۰۰۹ و در بازی پیش فصل مقابل بارنت، یک‌نیمه به میدان رفت، اما مصدومیتش از ناحیه همسترینگ در ماه اوت، بازگشت او به ترکیب اصلی را به تأخیر انداخت. در ۱۲ سپتامبر ۲۰۰۹ و در بازی خارج از خانه مقابل منچسترسیتی به عنوان بازیکن تعویضی وارد زمین شد که اولین بازی او برای آرسنال از ژانویه ۲۰۰۸ بود. اگرچه، آرسنال این بازی را با نتیجه ۴–۲ واگذار کرد، اما روسیتسکی بر روی هر دو گل تیمش مؤثر بود؛ با پاس خود زمینه را فراهم کرد تا فن‌پرسی، گل اول آرسنال را ثبت کند و گل دوم را خودش به ثمر رساند.
در ۴ ژانویه ۲۰۱۰، روسیتسکی قرارداد جدیدی را با آرسنال امضا کرد و گفت: «از چهار سال پیش که به اینجا آمدم، احساس می‌کنم در خانه‌ام و معتقدم در آستانه دستیابی به چیز خاصی هستیم.» سرمربی آرسنال، آرسن ونگر در مورد قرارداد جدید با روسیتسکی اظهار داشت: «من بارها در مورد کلاس و سهم توماش نه تنها در زمین بلکه در خارج از آن نیز صحبت کرده‌ام و عمیقاً احساس می‌کنم این قرارداد جدید، منعکس‌کننده آن است.» پس از اعلام قرارداد، در تساوی ۲–۲ مقابل اورتون در خانه، روسیتسکی گل تساوی‌بخش تیمش را در وقت اضافه به ثمر رساند. در بازی لیگ برتر مقابل بولتون، در حالیکه حریف با دو گل برتری داشت، روسیتسکی اولین گل آرسنال را در دقایق پایانی از نیمه اول به ثمر رساند و سومین گلش در این فصل ثبت شد. در نیمه دوم، آرسنال سه گل دیگر به ثمر رساند و بازی را ۴–۲ به سود خود پایان داد. در ۱۰ فوریه و در بازی برگشت از رقابت‌های لیگ مقابل لیورپول، با فراهم کردن یک سانتر، هم تیمی‌اش، ابو دیابی را تنها گلزن بازی کرد. فصل برای روسیتسکی با مجموع سه گل در ۳۳ بازی در تمام رقابت‌های باشگاهی به پایان رسید.

#### فصل ۲۰۱۱–۲۰۱۰

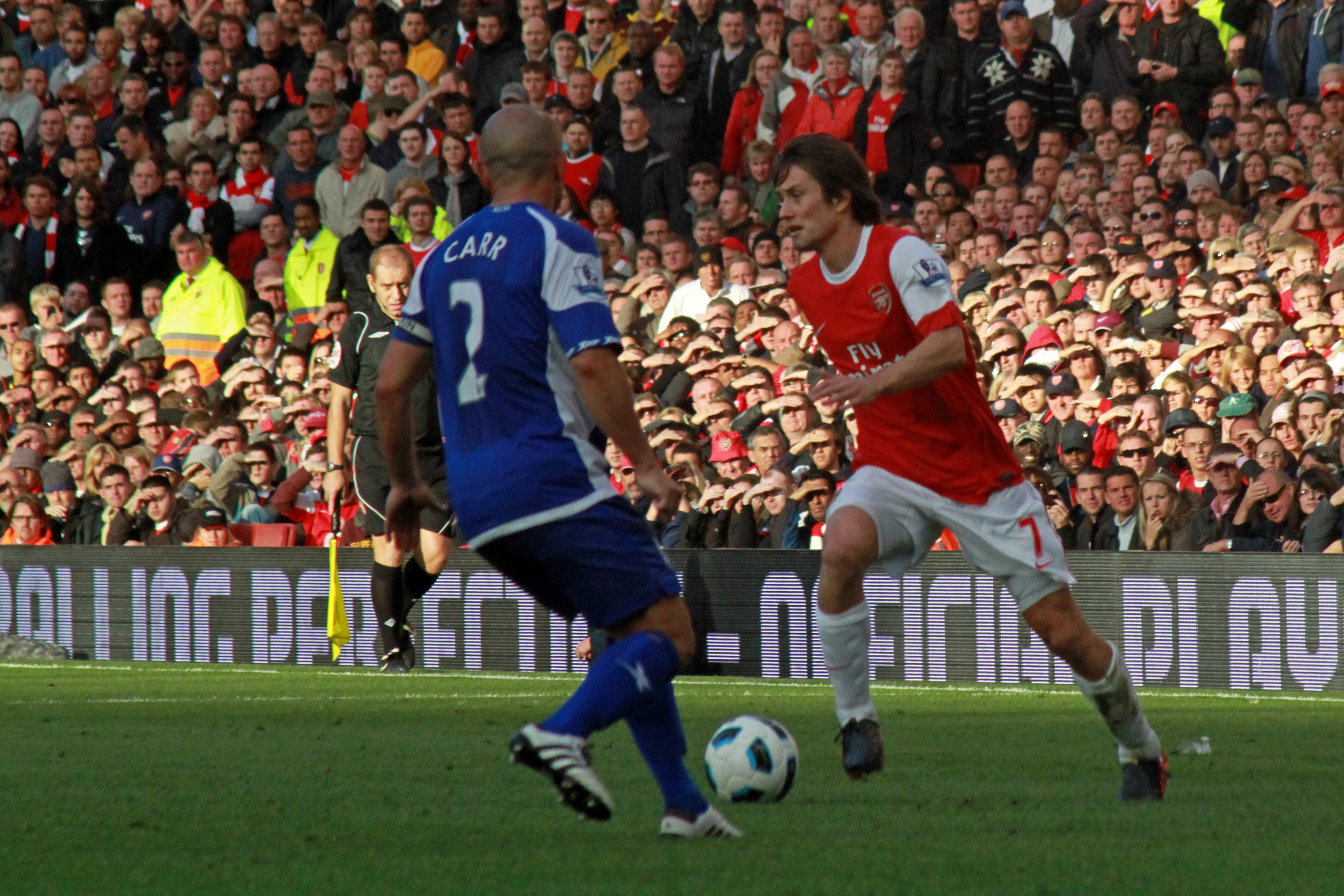
روسیتسکی (راست) در بازی لیگ برتر مقابل بیرمنگام، اکتبر ۲۰۱۰

در ۱۵ اوت ۲۰۱۰ و در اولین بازی از رقابت‌های لیگ برتر در فصل ۱۱–۲۰۱۰، در حالی که آرسنال در آنفیلد با یک گل از لیورپول عقب بود، روسیتسکی به عنوان بازیکن تعویضی به میدان رفت. در دقیقه ۸۹، سانتر ارسالی او با اصابت به مروان شماخ به تیرک دروازه خورد و توپ برگشتی پس از برخورد به رینا؛ دروازه‌بان لیورپول، از خط دروازه گذشت و منجر به گل تساوی‌بخش آرسنال شد. این بازی در نهایت با همان تساوی ۱–۱ خاتمه یافت. در ۲۰ فوریه ۲۰۱۱ و در یک بازی از جام حذفی مقابل تیم لیتون اورینت از لیگ یک، تنها گل فصلش را با ضربه سر در دقیقه ۵۳ به ثمر رساند و بازی با تساوی ۱–۱ پایان یافت. در ۲۷ فوریه ۲۰۱۱ و در فینال جام اتحادیه با میزبانی ومبلی، ۹۰ دقیقه کامل مقابل بیرمنگام بازی کرد، اما آرسنال جام را با شکست ۲–۱ از دست داد. در انتها، روسیتسکی فصل را با ۳۴ بازی و یک گل در تمام رقابت‌ها برای توپچی‌ها به پایان رساند.

#### فصل ۲۰۱۲–۲۰۱۱

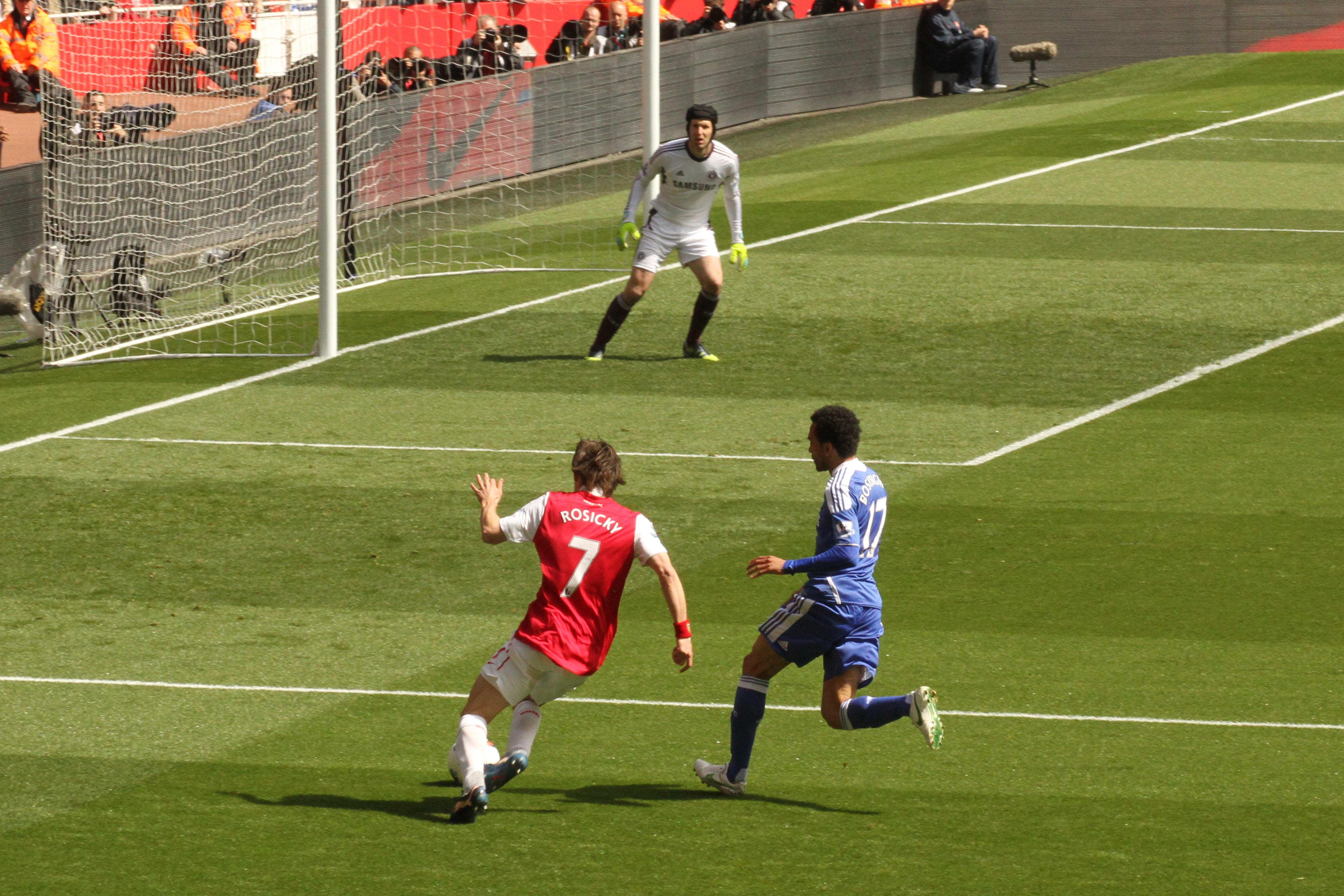
روسیتسکی مقابل چلسی، آوریل ۲۰۱۲

در ۱۶ اکتبر ۲۰۱۱، روسیتسکی در یک بازی از رقابت‌های لیگ مقابل ساندرلند که آرسنال ۲–۱ پیروز آن شد، با بازیسازی خود زمینه‌ساز گل اول بازی توسط فن‌پرسی در ثانیه ۲۸ بازی شد. در اواخر فوریه ۲۰۱۲ و در پیروزی ۵–۲ مقابل تاتنهام، اولین گل او در آن فصل حاصل شد. پس از اینکه تاتنهام با دو گل پیش افتاد، آرسنال پنج بار گلزنی کرد و گل سوم آرسنال سهم روسیتسکی شد. در اوایل ماه مارس و در برد خانگی ۳–۰ در لیگ قهرمانان مقابل میلان، روسیتسکی گل دوم تیمش را به نام خود ثبت کرد و عملکردی از خود به نمایش گذاشت که از سوی آرسن ونگر با عنوان «بی‌نظیر» توصیف شد. با وجود این پیروزی، باشگاه از رقابت‌ها حذف شد، چرا که بازی رفت را با نتیجه ۴–۰ واگذار کرده بود.
اگرچه نشانه‌هایی از انتقال او به تیم آلمانی وولفسبورگ بود، اما روسیتسکی در ۱۲ مارس ۲۰۱۲ قرارداد جدیدی با آرسنال امضا کرد و اقامتش در این باشگاه برای دو سال دیگر تمدید شد. عملکرد روسیتسکی در بازی بعدی آرسنال، منجر به پیروزی ۲–۱ تیمش مقابل نیوکاسل شد. مایکل داسیلوا از بی‌بی‌سی، نمایش او را «یک بازی تأثیرگذار دیگر» برای این هافبک توصیف کرد، اگرچه اشاره داشت که او «مقصر یک اشتباه فاحش در نیمه دوم بود». در آخرین بازی فصل آرسنال مقابل وست برومویچ آلبیون، روسیتسکی دچار کشیدگی عضله شد و مصدومیت دیگری دامنگیرش شد.

#### فصل ۲۰۱۳–۲۰۱۲

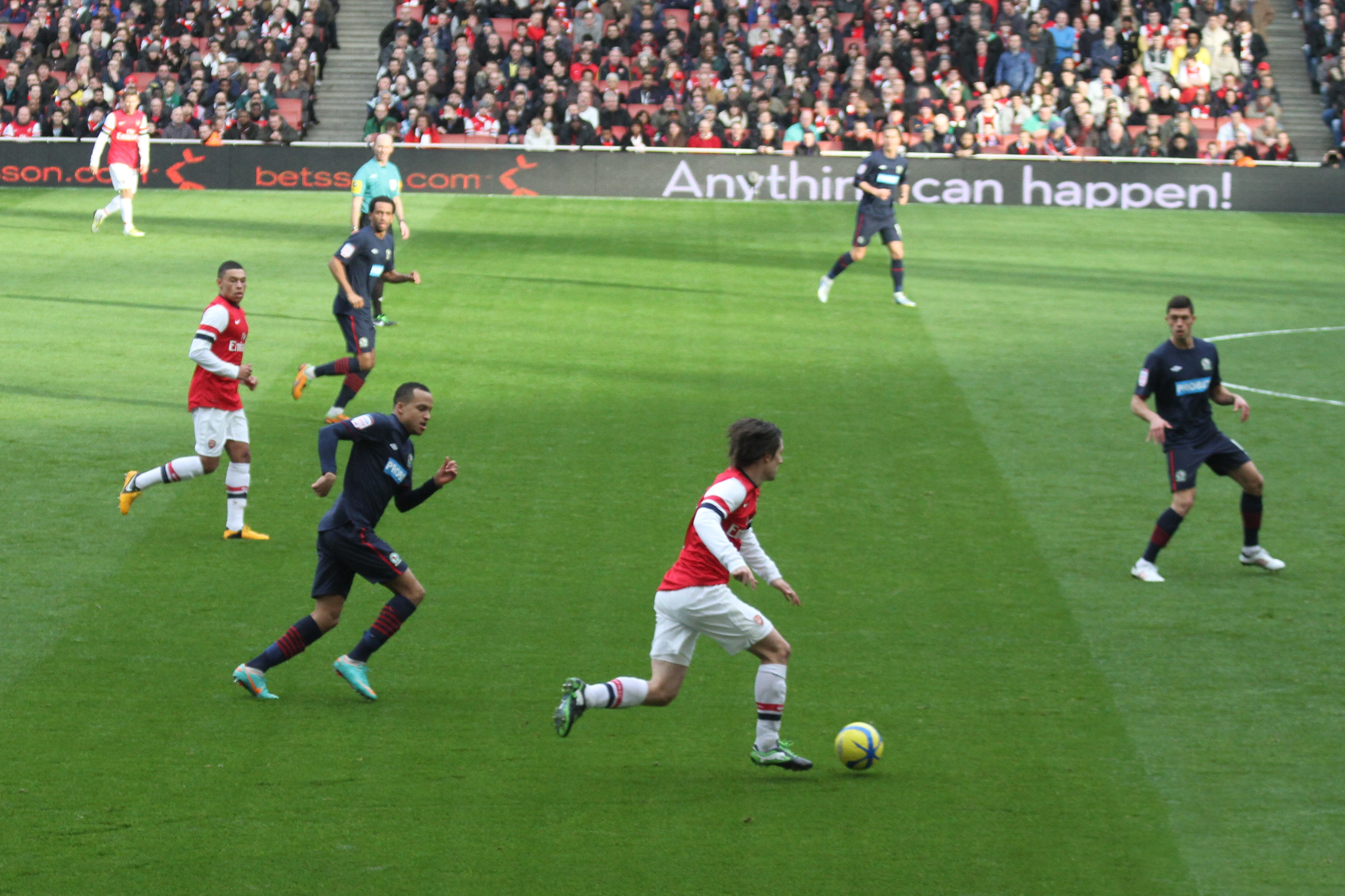
روسیتسکی در مقابل بلکبرن روورز، فوریه ۲۰۱۳

پس از مصدومیت جدی که از ناحیه تاندون آشیل در یورو ۲۰۱۲ گریبانگیر روسیتسکی شد، در ۱ دسامبر ۲۰۱۲، اولین بازی خود را برای باشگاهش در فصل ۱۳–۲۰۱۲ انجام داد و در شکست ۲–۰ خانگی مقابل سوانزی سیتی به میدان رفت. سه روز بعد در لیگ قهرمانان اروپا بازی کرد و تنها گل آرسنال را در باخت ۲–۱ مقابل المپیاکوس در یونان به ثمر رساند. در آوریل ۲۰۱۳، او هر دو گل تیمش را در مسیر پیروزی ۲–۱ خارج از خانه مقابل وست بروم به ثمر رساند. ۱۶ بازی رسمی و سه گل، ثمره عملکرد او برای آرسنال در آن فصل بود.

#### فصل ۲۰۱۴–۲۰۱۳
در ۴ ژانویه ۲۰۱۴، آرسنال در رقابت‌های جام حذفی به مصاف تاتنهام رفت. در دقیقه ۶۲ بازی، روسیتسکی توپ را در نیمه زمین از دنی رز ربود و پس از رساندن خود به محوطه جریمه، هوگو لوریس، دروازه‌بان حریف را مغلوب خود کرد و دومین گل آرسنال در مسیر پیروزی ۲–۰ در این بازی و اولین گل فصل خود را به ثمر رساند. کمی بیش از یک هفته بعد، در طول پیروزی ۲–۱ مقابل استون ویلا، بینی او پس از یک درگیری با گبریل اگبونلاهور از دو جا شکسته شد و نیاز به عمل جراحی پیدا کرد. در ماه فوریه و در پیروزی ۴–۱ مقابل ساندرلند از رقابت‌های لیگ، روسیتسکی گل سوم تیم را ثبت کرد که به گفته ونگر: «یکی از بهترین‌های [گل‌های] ما را به ثمر رساند».
در مارس ۲۰۱۴، روسیتسکی قراردادش را با توپچی‌ها تمدید کرد و تا دو سال دیگر در باشگاه ماندگار شد. در اواخر همان ماه و در شهرآورد شمال لندن به میزبانی وایت هارت لین، تک گل پیروزی‌بخش آرسنال را به ثمر رساند. در فینال جام حذفی ۲۰۱۴، روسیتسکی در نیمه دوم از وقت‌های اضافه به عنوان جایگزین سانتی کاثورلا وارد زمین شد. آرسنال ۳–۲ هال سیتی را شکست داد تا فصل برای روسیتسکی با کسب اولین جامش در فوتبال انگلستان به پایان رسد.

#### فصل ۲۰۱۵–۲۰۱۴
روسیتسکی فصل را به عنوان دومین مهره آرسنال آغاز کرد و در ۲۰ دقیقه آخر از پیروزی ۳–۰ مقابل منچسترسیتی در جام خیریه ۲۰۱۴ به جای سانتی کاثورلا بازی کرد. در ۲۶ دسامبر ۲۰۱۴، روسیتسکی اولین بار در ترکیب ۱۱ نفر اصلی قرار گرفت و در برد خانگی ۲–۱ مقابل کوئینز پارک رنجرز، گل دوم آرسنال را از روی پاس الکسیس سانچس به ثمر رساند.
در ۲۵ ژانویه ۲۰۱۵، روسیتسکی کاپیتان آرسنال شد و در پیروزی ۳–۲ در خارج از خانه مقابل برایتون در دور چهارم از جام حذفی، گل سوم تیمش را به ثمر رساند و با پاس خود، زمینه‌ساز گل دوم آرسنال توسط اوزیل شد و عنوان بهترین بازیکن بازی را به دست آورد. آرسنال فصل را با قهرمانی در جام حذفی به پایان رساند، اگرچه روسیتسکی در فینال حضور نداشت.

#### فصل ۲۰۱۶–۲۰۱۵
به دنبال مصدومیت شدید زانو که در بازی انتخابی یورو ۲۰۱۶ مقابل ایسلند برای او پیش آمد، روسیتسکی نیمه نخست از فصل ۱۶–۲۰۱۵ را از دست داد، اما سرانجام در ۳۰ ژانویه، اولین بازی خود را در جام حذفی مقابل برنلی انجام داد. پس از بازی مشخص شد که او در جریان یک برخورد در این بازی از ناحیه ران آسیب دیده و در نتیجه حداقل یک ماه دیگر از حضور در تیم محروم ماند. در روز پایانی فصل اعلام شد که روسیتسکی به اقامت ده ساله‌اش در آرسنال پایان خواهد داد و پس از اتمام قراردادش در ژوئیه ۲۰۱۶، این تیم را ترک خواهد کرد. در ۱۵ مه، پس از پیروزی ۴–۰ آرسنال در روز آخر فصل مقابل استون ویلا، به افتخار او یک گارد افتخار شکل گرفت و اکثر بازیکنان، پیراهن «روسیتسکی ۷» او را به تن کردند.

### بازگشت به اسپارتا پراگ و بازنشستگی
در ۳۰ اوت ۲۰۱۶، روسیتسکی از بازگشتش به اسپارتا پراگ خبر داد. او در دومین دوران حضورش برای اسپارتا به تاریخ ۱۰ سپتامبر ۲۰۱۶ و در یک بازی از دسته برتر فوتبال چک برابر ملادا بولسلاف که با تساوی ۲ بر ۲ به پایان رسید، به عنوان بازیکن تعویضی به میدان رفت؛ اگرچه، در همان بازی دچار مصدومیت شد و سرانجام از بازی در ادامه فصل ۱۷–۲۰۱۶ لیگ محروم ماند.
در ۱۰ سپتامبر ۲۰۱۷ و پس از ۱۷ سال، روسیتسکی بار دیگر به ترکیب اصلی اسپارتا پراگ بازگشت و گل پیروزی بخش تیمش را برابر کاروینا به ثمر رساند.
در ۲۰ دسامبر ۲۰۱۷ و در سن ۳۷ سالگی روسیتسکی برای همیشه از فوتبال حرفه‌ای خداحافظی کرد و دلیل آن را مصدومیت‌های مداومی اعلام کرد که شرایط جسمی او را مختل کرده‌بود. او در آخرین فصل خود، ۱۲ بار برای اسپارتا به میدان رفت.

## عملکرد ملی
در فوریه ۲۰۰۰ و در سن ۱۹ سالگی، روسیتسکی اولین بازی ملی خود را برای جمهوری چک مقابل جمهوری ایرلند انجام داد. قبل از اینکه در ترکیب ۲۶ نفره موقت جمهوری چک برای یورو ۲۰۰۰ جای‌گیرد، در دو بازی دوستانهٔ دیگر برای کشورش به میدان رفت. در جریان محرومیت پاتریک برگر از بازی‌های ملی، روسیتسکی در دو بازی اول کشورش در یورو ۲۰۰۰ به کار گرفته شد، ولی در بازی آخر چک مقابل دانمارک، برگر جایگزین او شد.
او در مسابقات مقدماتی جام جهانی ۲۰۰۲ حضور داشت و در پیروزی ۶–۰ کشورش مقابل بلغارستان، دو گل به ثمر رساند. جمهوری چک پس از کسب رتبه دوم در گروه خود، در دو بازی پلی‌آف رفت و برگشت به مصاف بلژیک رفت. به دلیل محرومیت، روسیتسکی قادر نبود در بازی رفت شرکت کند. با رفع محرومیت، او به بازی دوم رسید، اگرچه نتوانست مانع از شکست کشورش شود و بلژیک با پیروزی در هر دو بازی به جام جهانی ۲۰۰۲ راه یافت.
در یورو ۲۰۰۴، روسیتسکی نقش برجسته‌ای ایفا کرد و در پیروزی کشورش مقابل هلند و دانمارک تأثیر بسزایی داشت، اما یونان، قهرمان نهایی رقابت‌ها، در نیمه‌نهایی غافلگیرشان کرد. در راهیابی چک به جام جهانی فوتبال ۲۰۰۶ آلمان، او کمک بزرگی بود و در ۱۲ بازی از مرحله مقدماتی، هفت بار گلزنی کرد. آخرین گل او، منجر به پیروزی ۱–۰ در دور برگشت از بازی پلی‌آف مقابل نروژ شد که راهیابی تیمش به جام جهانی را به دنبال داشت.
جمهوری چک در نخستین بازی از جام جهانی ۲۰۰۶، با ۳ گل، ایالات متحده را از پیش رو برداشت. سهم روسیتسکی دو گل بود که اولین آن، از فاصله ۲۷ متر به دروازه حریف نشست. در پایان این بازی، به دلیل عملکردش، از سوی فیفا به عنوان بازیکن برتر بازی انتخاب شد. در مسابقات بعدی کشورش در برابر غنا و ایتالیا، ۹۰ دقیقه کامل بازی کرد، اما چک هر دو بازی را با نتیجه ۲–۰ واگذار کرد و از مرحله گروهی فراتر نرفت.
در اوت ۲۰۰۶، قبل از آغاز مراحل مقدماتی یورو ۲۰۰۸ روسیتسکی کاپیتان تیم ملی چک و جانشین پاول ندود بازنشسته شد. پس از شکست مقابل آلمان در جریان مسابقات انتخابی در مارس ۲۰۰۷، فدراسیون فوتبال جمهوری چک، او و گروهی از بازیکنانی تیم ملی را به دلیل حضور در یک مهمانی با روسپی‌ها، ۱ میلیون کرونا جریمه کرد. بعداً در یک کنفرانس مطبوعاتی، روسیتسکی از اتفاق پیش آمده عذرخواهی کرد. بازی برابر اسلواکی در نوامبر ۲۰۰۷، آخرین حضور او در مسابقات مقدماتی بود. روسیتسکی یورو ۲۰۰۸ را به دلیل مصدومیت از دست داد و در مهٔ ۲۰۰۸ غیبت خود را در این رقابت‌ها اعلام کرد. پس از ۲۰ ماه دوری از فوتبال به دلیل مصدومیت، در ۹ سپتامبر ۲۰۰۹ و در یک بازی از رقابت‌های مقدماتی جام جهانی مقابل سن مارینو به فوتبال ملی بازگشت. این بازی با نتیجه ۷–۰ به سود جمهوری چک به پایان رسید.
در دو بازی ابتدایی جمهوری چک در یورو ۲۰۱۲، روسیتسکی کاپیتان کشورش بود. بازی دوم، اگرچه با پیروزی ۲–۱ مقابل یونان همراه شد، اما با آسیب‌دیدگی تاندون آشیل، این تورنمنت برای او پایان یافت. چک تا مرحله یک چهارم نهایی بالا رفت و در نهایت، توسط پرتغال حذف شد.
در ۱۲ ژوئن ۲۰۱۵ و در بازی خارج از خانه مقابل ایسلند از مرحله انتخابی یورو ۲۰۱۶، روسیتسکی به رکورد صد بازی ملی دست یافت. چک، این بازی را با نتیجه ۲–۱ واگذار کرد. در ۱۳ ژوئن سال بعد و در رقابت‌های یورو ۲۰۱۶، روسیتسکی با ۳۵ سال سن، مسن‌ترین بازیکنی شد که به نمایندگی از چک در این رقابت‌ها حضور پیدا می‌کرد. این رکورد برای روسیتسکی منحصر به فرد است، چراکه با پوشیدن پیراهن کشورش در سن ۱۹ سالگی در یورو ۲۰۰۰، رکورد جوانترین بازیکن نیز در اختیار اوست.
روسیتسکی با ۱۰۵ بازی ملی رتبهٔ سوم تعداد بازی در تیم ملی جمهوری چک را در اختیار دارد و با زدن ۲۳ گل، چهارمین گلزن برتر تاریخ این تیم است.

## دوران مربیگری
در ژانویه ۲۰۱۸، روسیتسکی دستیار مدیر ورزشی جدید اسپارتا پراگ، زدنک شچازنی شد. در ۱۷ دسامبر ۲۰۱۸ و بلافاصله پس از اینکه شچازنی به سرمربیگری اسپارتا رسید، روسیتسکی جانشین او به عنوان مدیر ورزشی شد.

## سبک بازی
یورو ۲۰۰۰، اولین تورنمنت بین‌المللی او در رده بزرگسالان بود. پس از این رقابت‌ها، روسیتسکی از سوی بی‌بی‌سی به عنوان «بازی‌سازی مطمئن» توصیف شد. آرسن ونگر، سرمربی آرسنال، روسیتسکی را بازیکنی «با تکنیک عالی، ماهر در کار با توپ و با پاس‌های هوشمندانه» توصیف کرد. پس از تمدید قراردادش در سال ۲۰۱۰، ونگر او را یک «استعداد ویژه» خواند و گفت «قدرت دید و کنترل توپ او استثنایی است.» با اعلام تمدید قرارداد روسیتسکی در سال ۲۰۱۲، ونگر او را «از نظر فنی درجه یک» خواند.
روسیتسکی همچنین به دلیل ترجیحش برای پاسکاری و شوتزنی با بیرون پا، مشهور بود. در آلمان به دلیل توانایی‌اش در هماهنگی بازی در زمین، لقب «موتسارت کوچک» را به دست آورد. دیوید هایتنر از گاردین او را اینگونه توصیف کرد: «هافبک همه‌جانبه‌ای که تعادل، سازماندهی و فوریت را برای تیم به ارمغان می‌آورد.»

## زندگی شخصی
روسیتسکی، پسر فوتبالیست سابق، یرژی روسیتسکی است که در یک دوران حرفه‌ای ۱۵ ساله به عنوان مدافع بازی می‌کرد. پسرش به نام دیلان، از دوست دخترش رادکا کوتسوروا در ژوئن ۲۰۱۳ به دنیا آمد. پس از ۱۱ سال رابطه با کوتسوروا در ماه مه ۲۰۱۴ با او ازدواج کرد. در مارس ۲۰۱۰ در جریان اجرای زنده با گروه راک تری سستری، گیتار نواخت و در طول ۱۸ ماه دوری از میادین به دلیل آسیب‌دیدگی همسترینگ، مهارت‌های گیتار خود را تمرین می‌کرد.

## آمار عملکرد

### باشگاهی
| باشگاه          | فصل          | لیگ          | لیگ   | لیگ | جام  | جام | جام لیگ | جام لیگ | بین‌المللی | بین‌المللی | سایر | سایر | مجموع | مجموع |   |
| باشگاه          | فصل          | دسته         | بازی  | گل  | بازی | گل  | بازی    | گل      | بازی      | گل        | بازی | گل   | بازی  | گل    |   |
| --------------- | ------------ | ------------ | ----- | --- | ---- | --- | ------- | ------- | --------- | --------- | ---- | ---- | ----- | ----- | - |
| اسپارتا پراگ    | ۹۹–۱۹۹۸      | لیگ برتر چک  | ۳     | ۰   | ۲    | ۰   | —       | —       | ۰         | ۰         | —    | —    | ۵     | ۰     |   |
| اسپارتا پراگ    | ۲۰۰۰–۱۹۹۹    | لیگ برتر چک  | ۲۴    | ۵   | ۲    | ۱   | —       | —       | ۱۲        | ۲         | —    | —    | ۳۸    | ۸     |   |
| اسپارتا پراگ    | ۰۱–۲۰۰۰      | لیگ برتر چک  | ۱۴    | ۳   | ۲    | ۰   | —       | —       | ۸         | ۲         | —    | —    | ۲۴    | ۵     |   |
| اسپارتا پراگ    | مجموع        | مجموع        | ۴۱    | ۸   | ۶    | ۱   | ۰       | ۰       | ۲۰        | ۴         | ۰    | ۰    | ۶۷    | ۱۳    |   |
| بروسیا دورتموند | ۰۱–۲۰۰۰      | بوندسلیگا    | ۱۵    | ۰   | ۰    | ۰   | —       | —       | —         | —         | —    | —    | ۱۵    | ۰     |   |
| بروسیا دورتموند | ۰۲–۲۰۰۱      | بوندسلیگا    | ۳۰    | ۵   | ۱    | ۰   | ۲       | ۰       | ۱۶        | ۱         | —    | —    | ۴۹    | ۶     |   |
| بروسیا دورتموند | ۰۳–۲۰۰۲      | بوندسلیگا    | ۳۰    | ۴   | ۱    | ۰   | ۱       | ۰       | ۷         | ۲         | —    | —    | ۳۹    | ۶     |   |
| بروسیا دورتموند | ۰۴–۲۰۰۳      | بوندسلیگا    | ۱۹    | ۲   | ۱    | ۰   | ۳       | ۱       | ۴         | ۰         | —    | —    | ۲۷    | ۳     |   |
| بروسیا دورتموند | ۰۵–۲۰۰۴      | بوندسلیگا    | ۲۷    | ۴   | ۲    | ۰   | —       | —       | ۰         | ۰         | —    | —    | ۲۹    | ۴     |   |
| بروسیا دورتموند | ۰۶–۲۰۰۵      | بوندسلیگا    | ۲۸    | ۵   | ۰    | ۰   | —       | —       | ۲         | ۰         | —    | —    | ۳۰    | ۵     |   |
| بروسیا دورتموند | مجموع        | مجموع        | ۱۴۹   | ۲۰  | ۵    | ۰   | ۶       | ۱       | ۲۹        | ۳         | ۰    | ۰    | ۱۸۹   | ۲۴    |   |
| آرسنال          | ۰۷–۲۰۰۶      | لیگ برتر     | ۲۶    | ۳   | ۴    | ۲   | ۱       | ۰       | ۶         | ۱         | —    | —    | ۳۷    | ۶     |   |
| آرسنال          | ۰۸–۲۰۰۷      | لیگ برتر     | ۱۸    | ۶   | ۱    | ۰   | ۱       | ۰       | ۵         | ۱         | —    | —    | ۲۵    | ۷     |   |
| آرسنال          | ۰۹–۲۰۰۸      | لیگ برتر     | ۰     | ۰   | ۰    | ۰   | ۰       | ۰       | ۰         | ۰         | —    | —    | ۰     | ۰     |   |
| آرسنال          | ۱۰–۲۰۰۹      | لیگ برتر     | ۲۵    | ۳   | ۰    | ۰   | ۱       | ۰       | ۷         | ۰         | —    | —    | ۳۳    | ۳     |   |
| آرسنال          | ۱۱–۲۰۱۰      | لیگ برتر     | ۲۱    | ۰   | ۵    | ۱   | ۳       | ۰       | ۵         | ۰         | —    | —    | ۳۴    | ۱     |   |
| آرسنال          | ۱۲–۲۰۱۱      | لیگ برتر     | ۲۸    | ۱   | ۲    | ۰   | ۰       | ۰       | ۸         | ۱         | —    | —    | ۳۸    | ۲     |   |
| آرسنال          | ۱۳–۲۰۱۲      | لیگ برتر     | ۱۰    | ۲   | ۲    | ۰   | ۱       | ۰       | ۳         | ۱         | ۰    | ۰    | ۱۶    | ۳     |   |
| آرسنال          | ۱۴–۲۰۱۳      | لیگ برتر     | ۲۷    | ۲   | ۳    | ۱   | ۱       | ۰       | ۸         | ۰         | —    | —    | ۳۹    | ۳     |   |
| آرسنال          | ۱۵–۲۰۱۴      | لیگ برتر     | ۱۵    | ۲   | ۳    | ۱   | ۱       | ۰       | ۴         | ۰         | ۱    | ۰    | ۲۴    | ۳     |   |
| آرسنال          | ۱۶–۲۰۱۵      | لیگ برتر     | ۰     | ۰   | ۱    | ۰   | ۰       | ۰       | ۰         | ۰         | ۰    | ۰    | ۱     | ۰     |   |
| آرسنال          | مجموع        | مجموع        | ۱۷۰   | ۱۹  | ۲۱   | ۵   | ۹       | ۰       | ۴۶        | ۴         | ۱    | ۰    | ۲۴۷   | ۲۸    |   |
| اسپارتا پراگ    | ۱۷–۲۰۱۶      | لیگ برتر چک  | ۱     | ۰   | ۰    | ۰   | —       | —       | ۰         | ۰         | —    | —    | ۱     | ۰     |   |
| اسپارتا پراگ    | ۱۸–۲۰۱۷      | لیگ برتر چک  | ۱۱    | ۱   | ۰    | ۰   | —       | —       | ۱         | ۰         | —    | —    | ۱۲    | ۱     |   |
| اسپارتا پراگ    | مجموع        | مجموع        | مجموع | ۱۲  | ۱    | ۰   | ۰       | ۰       | ۰         | ۱         | ۰    | ۰    | ۰     | ۱۳    | ۱ |
| مجموع عملکرد    | مجموع عملکرد | مجموع عملکرد | ۳۷۲   | ۴۸  | ۳۲   | ۶   | ۱۵      | ۱       | ۹۶        | ۱۱        | ۱    | ۰    | ۵۱۶   | ۶۶    |   |

### ملی
| تیم ملی   | سال   | بازی | گل |
| --------- | ----- | ---- | -- |
| جمهوری چک | ۲۰۰۰  | ۸    | ۰  |
| جمهوری چک | ۲۰۰۱  | ۱۰   | ۲  |
| جمهوری چک | ۲۰۰۲  | ۶    | ۳  |
| جمهوری چک | ۲۰۰۳  | ۷    | ۱  |
| جمهوری چک | ۲۰۰۴  | ۱۳   | ۳  |
| جمهوری چک | ۲۰۰۵  | ۸    | ۶  |
| جمهوری چک | ۲۰۰۶  | ۹    | ۲  |
| جمهوری چک | ۲۰۰۷  | ۷    | ۲  |
| جمهوری چک | ۲۰۰۸  | ۰    | ۰  |
| جمهوری چک | ۲۰۰۹  | ۳    | ۰  |
| جمهوری چک | ۲۰۱۰  | ۶    | ۰  |
| جمهوری چک | ۲۰۱۱  | ۸    | ۱  |
| جمهوری چک | ۲۰۱۲  | ۲    | ۰  |
| جمهوری چک | ۲۰۱۳  | ۶    | ۱  |
| جمهوری چک | ۲۰۱۴  | ۵    | ۱  |
| جمهوری چک | ۲۰۱۵  | ۲    | ۰  |
| جمهوری چک | ۲۰۱۶  | ۵    | ۱  |
| مجموع     | مجموع | ۱۰۵  | ۲۳ |

| فهرست گل‌های ملی روسیتسکی | فهرست گل‌های ملی روسیتسکی | فهرست گل‌های ملی روسیتسکی                           | فهرست گل‌های ملی روسیتسکی | فهرست گل‌های ملی روسیتسکی | فهرست گل‌های ملی روسیتسکی | فهرست گل‌های ملی روسیتسکی | فهرست گل‌های ملی روسیتسکی            |
| #                        | تاریخ                    | ورزشگاه                                            | بازی                     | حریف                     | گل                       | نتیجه                    | رقابت                               |
| ------------------------ | ------------------------ | -------------------------------------------------- | ------------------------ | ------------------------ | ------------------------ | ------------------------ | ----------------------------------- |
| ۱                        | ۶ اکتبر ۲۰۰۱             | ورزشگاه لتنا، پراگ، جمهوری چک                      | ۱۴                       | بلغارستان                | ۱–۰                      | ۶–۰                      | مرحله مقدماتی جام جهانی فوتبال ۲۰۰۲ |
| ۲                        | ۶ اکتبر ۲۰۰۱             | ورزشگاه لتنا، پراگ، جمهوری چک                      | ۱۴                       | بلغارستان                | ۵–۰                      | ۶–۰                      | مرحله مقدماتی جام جهانی فوتبال ۲۰۰۲ |
| ۳                        | ۲۰ اوت ۲۰۰۲              | ورزشگاه اندرو، اولوموتس، جمهوری چک                 | ۱۸                       | اسلواکی                  | ۳–۱                      | ۴–۱                      | دوستانه                             |
| ۴                        | ۲۰ اوت ۲۰۰۲              | ورزشگاه اندرو، اولوموتس، جمهوری چک                 | ۱۸                       | اسلواکی                  | ۴–۱                      | ۴–۱                      | دوستانه                             |
| ۵                        | ۱۲ اکتبر ۲۰۰۲            | ورزشگاه جمهوری، کیشیناو، مولداوی                   | ۲۰                       | مولدووا                  | ۲–۰                      | ۲–۰                      | مرحله مقدماتی جام ملت‌های اروپا ۲۰۰۴ |
| ۶                        | ۲۹ آوریل ۲۰۰۳            | نا استینادلخ، تپلیتسه، جمهوری چک                   | ۲۵                       | ترکیه                    | ۱–۰                      | ۴–۰                      | دوستانه                             |
| ۷                        | ۱۷ فوریه ۲۰۰۴            | ورزشگاه رنزو باربرا، پالرمو، ایتالیا               | ۲۹                       | ایتالیا                  | ۲–۲                      | ۲–۲                      | دوستانه                             |
| ۸                        | ۱ ژوئن ۲۰۰۴              | ورزشگاه لتنا، پراگ، جمهوری چک                      | ۳۱                       | بلغارستان                | ۳–۰                      | ۳–۱                      | دوستانه                             |
| ۹                        | ۱۳ اکتبر ۲۰۰۴            | ورزشگاه جمهوریت وازگن سارگسیان، ایروان، ارمنستان   | ۴۱                       | ارمنستان                 | ۲–۰                      | ۳–۰                      | مرحله مقدماتی جام جهانی فوتبال ۲۰۰۶ |
| ۱۰                       | ۲۶ مارس ۲۰۰۵             | نا استینادلخ، تپلیتسه، جمهوری چک                   | ۴۳                       | فنلاند                   | ۲–۰                      | ۴–۳                      | مرحله مقدماتی جام جهانی فوتبال ۲۰۰۶ |
| ۱۱                       | ۳۰ مارس ۲۰۰۵             | ورزشگاه عمومی آندورا لا ولا، آندورا لا ولا، آندورا | ۴۴                       | آندورا                   | ۴–۰                      | ۴–۰                      | مرحله مقدماتی جام جهانی فوتبال ۲۰۰۶ |
| ۱۲                       | ۴ ژوئن ۲۰۰۵              | ورزشگاه یو نیسی، لیبرتس، جمهوری چک                 | ۴۵                       | آندورا                   | ۶–۱                      | ۸–۱                      | مرحله مقدماتی جام جهانی فوتبال ۲۰۰۶ |
| ۱۳                       | ۸ ژوئن ۲۰۰۵              | نا استینادلخ، تپلیتسه، جمهوری چک                   | ۴۶                       | مقدونیه شمالی            | ۵–۱                      | ۶–۱                      | مرحله مقدماتی جام جهانی فوتبال ۲۰۰۶ |
| ۱۴                       | ۱۲ اکتبر ۲۰۰۵            | ورزشگاه المپیک هلسینکی، هلسینکی، فنلاند            | ۴۸                       | فنلاند                   | ۲–۰                      | ۳–۰                      | مرحله مقدماتی جام جهانی فوتبال ۲۰۰۶ |
| ۱۵                       | ۱۶ نوامبر ۲۰۰۵           | ورزشگاه لتنا، پراگ، جمهوری چک                      | ۵۰                       | نروژ                     | ۱–۰                      | ۱–۰                      | مرحله مقدماتی جام جهانی فوتبال ۲۰۰۶ |
| ۱۶                       | ۱۲ ژوئن ۲۰۰۶             | ورزشگاه فلتینس آرنا، گلزنکیرشن، آلمان              | ۵۳                       | ایالات متحده آمریکا      | ۲–۰                      | ۳–۰                      | جام جهانی فوتبال ۲۰۰۶               |
| ۱۷                       | ۱۲ ژوئن ۲۰۰۶             | ورزشگاه فلتینس آرنا، گلزنکیرشن، آلمان              | ۵۳                       | ایالات متحده آمریکا      | ۳–۰                      | ۳–۰                      | جام جهانی فوتبال ۲۰۰۶               |
| ۱۸                       | ۸ سپتامبر ۲۰۰۷           | ورزشگاه سان مارینو، سرواله، سن مارینو              | ۶۴                       | سان مارینو               | ۱–۰                      | ۳–۰                      | مرحله مقدماتی جام ملت‌های اروپا ۲۰۰۸ |
| ۱۹                       | ۱۷ نوامبر ۲۰۰۷           | ورزشگاه لتنا، پراگ، جمهوری چک                      | ۶۶                       | اسلواکی                  | ۳–۱                      | ۳–۱                      | مرحله مقدماتی جام ملت‌های اروپا ۲۰۰۸ |
| ۲۰                       | ۹ فوریه ۲۰۱۱             | ورزشگاه آلدو دوروسینا، پولا، کرواسی                | ۷۶                       | کرواسی                   | ۲–۲                      | ۲–۴                      | دوستانه                             |
| ۲۱                       | ۶ سپتامبر ۲۰۱۳           | ادن آرنا، پراگ، جمهوری چک                          | ۹۳                       | ارمنستان                 | ۱–۱                      | ۱–۲                      | مرحله مقدماتی جام جهانی فوتبال ۲۰۱۴ |
| ۲۲                       | ۵ مارس ۲۰۱۴              | ادن آرنا، پراگ، جمهوری چک                          | ۹۵                       | نروژ                     | ۱–۰                      | ۲–۲                      | دوستانه                             |
| ۲۳                       | ۱ ژوئن ۲۰۱۶              | ورزشگاه تیوولی نوی، اینسبروک، اتریش                | ۱۰۲                      | روسیه                    | ۱–۱                      | ۲–۱                      | دوستانه                             |

## افتخارات

### باشگاهی
اسپارتا پراگ
- لیگ برتر فوتبال جمهوری چک (۲): ۹۹–۱۹۹۸، ۲۰۰۰–۱۹۹۹

بروسیا دورتموند
- بوندس‌لیگا: ۰۲–۲۰۰۱
- جام یوفا نایب قهرمان: ۰۲–۲۰۰۱
- لیگا پوکال نایب قهرمان: ۲۰۰۳

آرسنال
- جام حذفی فوتبال انگلستان (۲): ۱۴–۲۰۱۳، ۱۵–۲۰۱۴
- جام اتحادیه باشگاه‌های انگلستان نایب قهرمان (۲): ۰۷–۲۰۰۶،[۱۲۶] ۱۱–۲۰۱۰[۱۲۷]
- جام خیریه انگلستان: ۲۰۱۴

## یادداشت
1. ↑  شامل جام حذفی چک، جام حذفی آلمان و جام حذفی انگلستان.
2. ↑  شامل لیگا پوکال و جام اتحادیه انگلستان.
3. ↑  شامل لیگ قهرمانان اروپا، جام یوفا / لیگ اروپا و جام اینترتوتو.
4. ↑  شامل جام خیریه انگلستان.
5. ↑  ستون گل نشان دهنده نتیجه تیم ملی فوتبال چک پس از هر گل روسیتسکی است.

## واژه‌نامه
1. ↑  Tomáš Rosický
2. ↑  Zdeněk Ščasný
3. ↑  Tři Sestry (معادل فارسی: سه خواهر)